# Tylozygus bifida
Tylozygus bifida är en insektsart som beskrevs av Thomas Say 1830. Tylozygus bifida ingår i släktet Tylozygus och familjen dvärgstritar. Inga underarter finns listade i Catalogue of Life.